# (1538) Detre
(1538) Detre – planetoida z grupy pasa głównego asteroid okrążająca Słońce w ciągu 3 lat i 231 dni w średniej odległości 2,36 au. Została odkryta 8 września 1940 roku w Obserwatorium Konkolyego w Budapeszcie przez Györgya Kulina. Nazwa planetoidy pochodzi od Lászla Detre (1906–1974), węgierskiego astronoma, długoletniego dyrektora Obserwatorium Konkolyego. Przed nadaniem nazwy planetoida nosiła oznaczenie tymczasowe (1538) 1940 RF.